# Elizabeth Lupka
Elizabeth Lupka (Damner (Duitsland), 27 oktober 1902 - Krakau, 8 januari 1949) was een Duits SS-lid. Zij huwde in 1934 maar bleef kinderloos en scheidde van haar man in 1937. Van 1937 tot 1942 werkte zij in de luchtvaartindustrie. In 1942 verliet zij haar baan en volgde in concentratiekamp Ravensbrück een opleiding tot SS-Aufseherin.
Van maart 1943 tot januari 1945 werkte zij als SS-Aufseherin in het vernietigingskamp Auschwitz-Birkenau. Lupka sloeg en mishandelde zowel vrouwen als kinderen met haar met ijzer verstevigde zweep en nam enthousiast deel aan de selecties, waar ze haar hulpeloze slachtoffers naar de gaskamers zond.
Lupka werd gearresteerd op 6 juni 1945 en stond voor de rechter op 6 juli 1948 in Krakau. Zij werd schuldig bevonden aan haar misdaden en tot de strop veroordeeld. Op 8 januari 1949 om 7u09 in de morgen werd ze opgehangen in de Montelupichgevangenis van Krakau. Haar lichaam werd overgedragen aan de Medische School van de Jagiellonische Universiteit van Krakau als studieobject.